# Beyond (film 2010)
Beyond (Svinalängorna) è un film drammatico svedese del 2010, diretto da Pernilla August.
Incentrato su una dolorosa storia familiare, il film è tratto dall'omonimo romanzo di Susanna Alakoski.

## Trama
Nel giorno di Santa Lucia, la vita felice di una giovane famiglia svedese è turbata da una telefonata inattesa. Leena viene a sapere che sua madre, con la quale ha rotto da anni, è in fin di vita e vuole darle l'ultimo saluto. Johan comprende solo fino a un certo punto il turbamento della moglie e, nonostante le molte resistenze, la convince a partire con le due bambine per raggiungere la loro sconosciuta nonna, ricoverata a 600 km di distanza.
Il ritorno ad Ystad risveglia in Leena ricordi di una fanciullezza carica di dolore. I genitori, immigrati dalla Finlandia, erano una coppia povera ma anche molto unìta finché l'alcol non aveva preso il sopravvento, gravando non tanto sulla piccola Leena, già molto forte e matura nonostante la giovanissima età, quanto sul fratellino Sakari.
Questi, come è svelato solo nell'ultimo drammatico dialogo tra Leena e sua madre, fu tolto alla famiglia dai servizi sociali e affidato ad un orfanotrofio per morire poi anni dopo, dimenticato, di overdose. Leena porta con sé da sempre il rimorso per non aver fatto abbastanza per il fratello, ma soprattutto non perdona ai genitori l'aver perso un figlio così, quasi disinteressandosene.
Tornata dall'ospedale, ancora sconvolta, la donna prima sgrida inspiegabilmente le figlie poi si scaglia contro il marito in un impeto irrazionale del tutto simile alle tante scene di violenza vissute da spettatrice quando era bambina. Saputo della morte della madre, si scioglie in un pianto liberatorio, ritorna in sé ed abbraccia il marito, paziente e comprensivo, e le amatissime figlie.

## Produzione
Il titolo originale svedese, Svinalängorna, traducibile con "File di suini", allude alle abitazioni popolari teatro dell'infanzia della protagonista negli anni settanta.

### Cast
Noomi e Ola Rapace erano sposati anche nella realtà, durante le riprese del film. La piccola Tehilla Blad, che interpreta il personaggio di Noomi Rapace da ragazzina, nei numerosi flash-back, aveva esordito nella trilogia Millennium recitando sempre la parte della Rapace bambina.

## Distribuzione
Proiettato alla 67ª Mostra internazionale d'arte cinematografica di Venezia il 6 settembre 2010, vi ha ottenuto il Premio della Settimana internazionale della critica.
Il film è uscito nelle sale svedesi il 10 dicembre 2010.

## Riconoscimenti
- Miglior film tra le borse di studio Settimana della Critica al Nordic Festival di Venezia
- Miglior film al Nordic Film Days di Lubecca
- Guldbagge come miglior regista a Pernilla August e miglior attrice non protagonista a Outi Mäenpää
- Nordic Council Film Prize